# Ærø (obec)
Ærø Kommune je dánská komuna v regionu Syddanmark. Vznikla roku 2007 po dánských strukturálních reformách. Zaujímá oblast 89,86 km², ve které v roce 2017 žilo 6 177 obyvatel.
Centrem kommune je obec Ærøskøbing.

## Sídla
V Ærø Kommune se nachází 6 obcí.
| Sídla      | Obyvatel (2017) |
| ---------- | --------------- |
| Bregninge  | 206             |
| Marstal    | 2 232           |
| Ommel      | 294             |
| Søby       | 447             |
| Vindeballe | 201             |
| Ærøskøbing | 939             |